# Baraily
Baraily (o Bareli, Barell) è una suddivisione dell'India, classificata come nagar panchayat, di 25.216 abitanti, situata nel distretto di Raisen, nello stato federato del Madhya Pradesh. In base al numero di abitanti la città rientra nella classe III (da 20.000 a 49.999 persone).

## Geografia fisica
La città è situata a 23° 0' 0 N e 78° 13' 0 E e ha un'altitudine di 306 m s.l.m..

## Società

### Evoluzione demografica
Al censimento del 2001 la popolazione di Baraily assommava a 25.216 persone, delle quali 13.424 maschi e 11.792 femmine. I bambini di età inferiore o uguale ai sei anni assommavano a 3.714, dei quali 1.898 maschi e 1.816 femmine. Infine, coloro che erano in grado di saper almeno leggere e scrivere erano 17.283, dei quali 10.019 maschi e 7.264 femmine.